# Anii 120 î.Hr.
Secole: Secolul al III-lea î.Hr. - Secolul al II-lea î.Hr. - Secolul I î.Hr.
Decenii: Anii 170 î.Hr. Anii 160 î.Hr. Anii 150 î.Hr. Anii 140 î.Hr. Anii 130 î.Hr. - Anii 120 î.Hr. - Anii 110 î.Hr. Anii 100 î.Hr. Anii 90 î.Hr. Anii 80 î.Hr. Anii 70 î.Hr.
Anii: 130 î.Hr. | 129 î.Hr. | 128 î.Hr. | 127 î.Hr. | 126 î.Hr. | 125 î.Hr. | 124 î.Hr. | 123 î.Hr. | 122 î.Hr. | 121 î.Hr. | 120 î.Hr.
Evenimente
- 120 î.Hr.- Ceva să fi 404
- 124 î.Hr.- nu 404
- 127 î.Hr.- nu stiu